# Pythodoris
Pythodoris, också känd som Pythodorida och Pantos Pythodorida, officiellt namn Pythodorida Philometor (Den moderälskande), född 30 eller 29 f.Kr i Smyrna, död 38 e.Kr, var en romersk klientmonark; regerande drottning av Pontos, Kolchis och Kilikien.
Hon var gift med kungarna Polemon I av Pontus och Archelaos av Kappadokien. Hon regerade över Pontus, Kolchis och Kilikien från 8 f.Kr till 38 e.Kr. Hon var också icke regerande drottning av Pontus, Kolchis, Kilikien och det Bosporanska riket från 14 f.Kr till 8 f.Kr, och i Kappadokien från 8 f.Kr till 17 e.Kr.

## Biografi
Pythodoris växte upp i Smyrna i Anatolien som dotter till den förmögne grekiske privatpersonen Pythodoros och dennes romerska hustru Antonia. Hon var dotterdotter till Marcus Antonius i dennes andra äktenskap med sin kusin Antonia Hybrida Minor.
Omkring år 14 f.Kr gifte sig Pythodoris med kung Polemon I av Pontus och Bosporen. Paret fick två söner, Zenon och Marcus Antonius Polemon Pythodoros, och en dotter, Antonia Tryphaena.
Vid Polemons död 8 f.Kr efterträdde hon honom som Pontus regent. Hon lyckades säkra Pontus kontroll över Kolchis och Kilikien, men det Bosporanska riket splittrades från Pontus.
Hon gifte om sig med kung Archelaos av Kappadokien och bosatte sig vid dennes hov med sina barn. Hon fick inga barn under sitt andra äktenskap. Vid Archelaos död 17 e.Kr blev Kappadokien en del av Rom och Pythodoris återvände med sina barn till Pontus.
Under de sista åren av hennes regeringstid blev hon assisterad av sin son. Pythodoris var en vän till Strabon, som bedömde henne som en dygdig kvinna med sinne för affärer, och ansåg att Pontus blomstrade under hennes regering.